# Ion Aramendi
Ion Aramendi Urrestarazu (San Sebastián, Guipúzcoa, 11 de febrero de 1977) es un periodista, exbaloncestista y presentador de televisión español ligado al grupo de comunicación Mediaset España. En su etapa como jugador de baloncesto, llegó a disputar la Liga EBA.
Actualmente presenta los programas Reacción en cadena y los debates de Gran Hermano, ambos emitidos en Telecinco.

## Biografía
Es el tercero de cuatro hermanos (José María, Íñigo, Ion y Santiago). En 1996 se traslada a Salamanca como jugador profesional de baloncesto en la categoría EBA, jugando para equipos como el Salamanca Norte (CB Avenida) o el Maderas Peralta (CB Tormes) —donde coincidió junto a sus tres hermanos.—, retornando a su tierra en 2001 para jugar con el Santurtzi CB. Durante la etapa en la capital salmantina se licencia en Periodismo por la Universidad Pontificia de Salamanca.
En 2006, puso tierra de por medio, y fue a Australia a comenzar una nueva etapa.
Allí trabajó como encargado de un restaurante griego y, además, conectó con una de sus pasiones, el surf. El problema es que, a su vuelta, no sabía bien por dónde encaminar su carrera profesional, por lo que estuvo trabajando un año con su padre y su hermano en el negocio familiar de butano. Un día sus padres vieron un anuncio de una oferta de empleo para reporteros de televisión. Era para Sálvame. Ahí comenzó su etapa en el programa de Telecinco y se mudó a Madrid.
Comienza su trayectoria en televisión como reportero del programa Sálvame, en el que trabaja durante siete años de 2009 a 2016. Tras ello, empieza a presentar el programa ¡Qué me estás contando! para la televisión pública autonómica vasca ETB. En 2019, se anuncia su fichaje por TVE, donde presenta el concurso El cazador y el programa de entrevistas Todos en casa, este último emitido durante el confinamiento provocado por la pandemia de COVID-19. En 2021, presenta por primera en prime-time, junto a Sandra Cervera, el programa de Televisión Española The Dancer.
Un año después, en 2022, Aramendi vuelve a Telecinco 6 años después para presentar los debates dominicales de Supervivientes y desde el 19 de diciembre de ese mismo año el nuevo concurso para las tardes de la cadena, Reacción en cadena. En junio de 2023 se anuncia que desde septiembre de ese año presentaría Gran Hermano VIP: El Debate, coincidiendo con el regreso del popular reality a la televisión. Al cabo de un año, repitió la misma labor, esta vez a cargo de los debates de la versión anónima de Gran Hermano.

## Trayectoria profesional

### Programas de televisión
| Año             | Programa                          | Canal     | Notas                 |
| --------------- | --------------------------------- | --------- | --------------------- |
| 2009 – 2016     | Sálvame                           | Telecinco | Reportero             |
| 2014            | Hable con ellas                   | Telecinco | Colaborador           |
| 2016 – 2020     | ¡Qué me estás contando!           | ETB       | Presentador           |
| 2020            | Todos en casa                     | La 1      | Presentador           |
| 2020 – 2022     | El cazador                        | La 1      | Presentador           |
| 2021            | The Dancer                        | La 1      | Presentador           |
| 2021 – 2022     | Mejor contigo                     | La 1      | Presentador           |
| 2022            | La noche de los cazadores         | La 1      | Presentador           |
| 2022            | Pesadilla en El Paraíso           | Telecinco | Presentador sustituto |
| 2022 – 2023     | Supervivientes: Conexión Honduras | Telecinco | Presentador           |
| 2022 – 2025     | Reacción en cadena                | Telecinco | Presentador           |
| 2023            | Gran Hermano VIP: El Debate       | Telecinco | Presentador           |
| 2024 – presente | Gran Hermano Dúo: Límite 48 horas | Telecinco | Presentador           |
| 2024 – presente | Gran Hermano Dúo: El Debate       | Telecinco | Presentador           |
| 2024            | Factor X                          | Telecinco | Presentador           |
| 2024 – presente | Gran Hermano: El Debate           | Telecinco | Presentador           |
| 2025 – presente | Gran Hermano Dúo: Última Hora     | Telecinco | Presentador           |

#### Como invitado
| Año         | Programa          | Canal     | Notas    |
| ----------- | ----------------- | --------- | -------- |
| 2022        | Viva la vida      | Telecinco | Invitado |
| 2022        | Sálvame Mediafest | Telecinco | Invitado |
| 2022 – 2023 | Sálvame           | Telecinco | Invitado |
| 2023        | Fiesta            | Telecinco | Invitado |
| 2023        | La última noche   | Telecinco | Invitado |